# Phasmahyla cochranae
Phasmahyla cochranae är en groddjursart som först beskrevs av Werner C.A. Bokermann 1966.  Phasmahyla cochranae ingår i släktet Phasmahyla och familjen lövgrodor. IUCN kategoriserar arten globalt som livskraftig. Inga underarter finns listade i Catalogue of Life.